# Perinçek proti Švici
Perinçek proti Švici (št. 27510/08) z dne 15. oktobra 2015 je sodba Evropskega sodišča za človekove pravice, v kateri se je razsodilo, da je prišlo do kršitve 10. člena (svoboda izražanja) Evropske konvencije o varstvu človekovih pravic in temeljnih svoboščin, v primeru gospoda Perinçek. 
Zadeva se nanaša na kazensko obsodbo turškega politika na Švicarskem sodišču, ker je v Švici  javno izrazil mnenje, da množične deportacije in pokoli, ki so jih utrpeli Armenci v Otomanskem cesarstvu od leta 1915 in v naslednjih letih niso pomenile genocida. Leta 2005 je turški politik Perinçek sodeloval na treh javnih prireditvah v Švici, kjer je izrazil zgoraj omenjeno mnenje, podobno mnenje pa je nato izrazil še na novinarski konferenci v Opfikonu in nazadnje na zborovanju turške delavske stranke v Konizu. Gospod Perinçek je izjavil, da " sovjetski arhivi potrjujejo, da je šlo za etnični konflikt med Armenci in muslimani, katerih rezultat so množične deportacije in masakri (pokoli). Turčija je bila na strani tistih, ki so branili svojo domovino, Armenci pa so bili na strani imperialističnih sil in instrumenti v njihovih rokah«.  Poleg tega je tudi navedel, da ni bilo genocida nad Armenci od leta 1915 dalje in da so do delitve Otomanskega cesarstva, povzročenega s strani imperialistov, Turki in Armenci živeli stoletja v miru«. 
Zaradi teh izjav je  švicarsko-armensko združenje vložilo kazensko ovadbo na sodišču v Švici. »Lausanne District Police Court« (Okrajno policijsko sodišče v Lozani - Švica) je spoznalo njegove izjave za kaznivo dejanje po členu 261 bis § 4 švicarskega kazenskega zakonika. Predvsem so odločili, da so bile njegove izjave rasistične in nacionalistične in da niso doprinesle ničesar k zgodovinski debati. Sodišče mu je naložilo plačilo 90 dnevne kazni po 100 Švicarskih frankov za vsak dan, kazen 3000 Švicarskih frankov, kar je lahko zamenjal za 30 dnevno bivanje v zaporu in 1000 Švicarskih frankov kot kompenzacijo za povrnitev nematerialne škode Švicarsko-Armenskemu združenju za izrečene izjave. 
Perinçek se je zoper sodbo pritožil. »Criminal Cassation Division of the Vaud Cantonal Court« (Kantonsko sodišče v Švici) je pritožbo zavrnilo, prav tako pa 12. decembra 2007 tudi zvezno sodišče. G. Perinçek je vložil tožbo na Evropsko sodišče za človekove pravice, in sicer se je skliceval, da je njegovo zanikanje genocida in kazenska obsodba v Švici v nasprotju z njegovo pravico do svobode izražanja v skladu z 10. členom Konvencije. 
Prav tako se je pritožil na Evropsko sodišče za človekove pravice, sklicujoč se na 7. člen Konvencije (ni kazni brez zakona),  da je besedilo člena 261 bis § 4 švicarskega kazenskega zakonika preveč ohlapno (ni dorečeno). Vloga je bila vložena dne 10. junija 2008. 
Nato je švicarska vlada zahtevala, da se primer skladno s 43. členom Konvencije (napotitev na Veliki senat- Grand Chamber) predloži velikemu senatu in 2. Junija 2014 je zbor velikega senata to zahtevo sprejel. Zaslišanje na velikemu senatu je potekalo 28. Januarja 2015. V postopku pred velikim senatom so bile prejete pripombe tretjih strank in sicer Turške vlade, ki se je sklicevala na pravico do intervencije v tej zadevi (člen 36 § 1 Konvencije). Mnenje tretje stranke v postopku so prejeli tudi s strani Armenske in Francoske vlade v skladu  s pravico do intervencije v pisnem postopku (člen 36 § 2 Konvencije). Armenski vladi so poleg tega dovolili tudi, da sodeluje na zaslišanju. Poleg tretjih strank so prejeli tudi pripombe nevladnih organizacij.
S sodbo Evropskega sodišča za človekove pravice, dne 17. decembra 2013,  je senat ESČP-ja presodil, s petimi glasovi proti dvema, da je prišlo do kršitve 10. člena Konvencije, saj g. Perinçek s svojimi izjavami ni spodbujal sovraštva, pač pa je izrazil politično mnenje, zgodovinarji pa se do tega vprašanja še vedno niso opredelili. Zato ni mogoče opravičiti posega švicarske države v njegove pravice kot poseg, ki je  "nujen v demokratični družbi " v smislu člena 10 § 2 Konvencije samo zaradi zanikanja genocida. 
V luči sodne prakse Evropskega sodišča za človekove pravice, je dostojanstvo Armencev zaščiteno v skladu z 8. členom Konvencije. Zato je moralo Sodišče po sprejetju zahteve švicarske vlade najti ravnotežje med dvema pravicama iz Konvencije – med pravico do svobode izražanja (10. člen) in pravico do spoštovanja zasebnega in družinskega življenja (8. člen) - ob upoštevanju specifičnosti primera in sorazmernosti med uporabljenimi sredstvi in ciljem, ki ga je potrebno doseči. 
Sodišče je sklenilo, da v demokratični družbi ni potrebe, da za g. Perinçeka kot javno osebo izrečejo kazensko sankcijo, da bi s tem zaščitili pravice armenske skupnosti. Sodišče je izreklo sodbo, pri čemer je bilo 17 sodnikov iz različnih držav. Nesporno je bilo, da je obsodba in kaznovanje gospoda Perinçeka skupaj z nalogom za plačilo odškodnine za Švicarsko-Armensko združenje, pomenila poseg v njegove pravice do svobode izražanja v skladu z 10. členom Konvencije. Sodnik Nußberger je izrazil delno pritrdilno in delno odklonilno ločeno mnenje. Sodniki Spielmann,Casadevall, Berro, De Gaetano, Sicilianos, Silvis in Kūris so izrazili skupno odklonilno ločeno mnenje. Sodnica Silvis, ki so se ji pridružili sodniki Casadevalla, Berro in Kūris, so izrazili dodatno odklonilno ločeno mnenje.
•Evropska konvencija o varstvu človekovih pravic